# 俺のルーツ
『俺のルーツ』（R.O.O.T.S.）は、フロー・ライダーの2枚目のアルバム。原題のR.O.O.T.S.はRoute of Overcoming the Struggleの略。

## 収録曲
1. ファイナリー・ヒア
2. ジャンプ feat.ネリー・ファータド
3. ガッタ・ゲット・イット[ダンサー]
4. ショウン feat.プレジャー・P
5. ライト・ラウンド feat.キーシャ
6. 俺のルーツ
7. ビー・オン・ユー feat.ニーヨ
8. マインド・マイ・マネー
9. アヴェイラブル feat.エイコン
10. タッチ・ミー
11. ネヴァー
12. シュガー feat.ウィンター
13. リワインド feat.ワイクリフ・ジョン
14. ハッ feat.ブリスコ&4ミル（Bonus Track）
15. イェイヨー feat.ブリスコ、ビリー・ブルー、ボール・グリーズィー、リック・ロス、レッド・アイズ、ブレッド、ピットブル&エース・フッド（Bonus Track）